# Laila (1937)
Laila (originaltitel Lajla) är en svensk-dansk dramafilm från 1937 i regi av George Schnéevoigt.

## Om filmen
Filmen hade svensk premiär den 22 november 1937. Som förlaga till filmen har man använt Jens Andreas Friis roman Fra Finmarken. Skildringer från 1881. Schnéevoigts skaffade sig filmrättigheterna från Friis arvingar i slutet av 1920-talet. Han spelade in en stumfilm 1929 i Norge med Mona Mårtenson i titelrollen. Med den svensk-danska inspelningen av Lajla 1937 försökte han att nå en större publik. En tredje inspelning av filmen skedde 1958 när regissören Rolf Husberg gjorde en ny version av Laila i en svensk-tysk samproduktion.

## Rollista i urval
- Aino Taube – Laila
- Ingjald Haaland – Aslak Lågje
- Siri Schnéevoigt – hans hustru
- Tryggve Larssen – Jåmpo
- Peter Höglund – Mellet, Lailas trolovade
- Robert Johnson – hans far
- Carl Deurell – Hjort, pastor
- Åke Ohberg – Anders, hans son
- Solveig Hedengran – Inger, Hjorts dotter
- Otto Landahl – Borg, pastor

## Musik i filmen
- Lailas sång (Lailas sang), kompositör Bengt Rodhe, text Sven Brandt
- Lappojkens kärlekssång, kompositör Bengt Rodhe
- Vildmarkens sang (Vildmarkens sång) , kompositör Bengt Rodhe, norsk text Karin de Neergaard
- Vår Gud är oss en väldig borg (Eine feste Burg ist unser Gott), kompositör och text Martin Luther, svensk text 1536 Olaus Petri svensk text 1816 Johan Olof Wallin